# Barbus
Pour les articles homonymes, voir Barbu.
Genre
Le genre Barbus regroupe des poissons de la famille des cyprinidés, dont l'espèce type est le Barbeau commun (B. barbus), poisson de fond des rivières de l'Europe occidentale et centrale. Ces poissons sont très proches des membres du genre Puntius et de nombreuses espèces, classées initialement sous le genre Barbus, le sont désormais sous ce dernier.

Le genre, initialement pléthorique en tant que taxon poubelle, a été depuis fragmenté en particulier dans le genre Enteromius et divers genres avec barbus en suffixe (Arabibarbus, Carasobarbus, Clypeobarbus, Labeobarbus, Luciobarbus, Pseudobarbus).
Les études génétiques étant encore en cours (2023) des changements sont encore à attendre.
Son nom latin Barbus se traduit par barbe en relation avec les barbillons présents à proximité de leur bouche.

## Fossile
Il existe une espèce fossile Barbus megacephalus Günther, 1876 connus du Paléogène, faune Sipang de l'Indonésie mais il devrait probablement être reclassé dans un autre genre.

## Liste des espèces
Selon Catalogue of Life (17 mars 2023) :

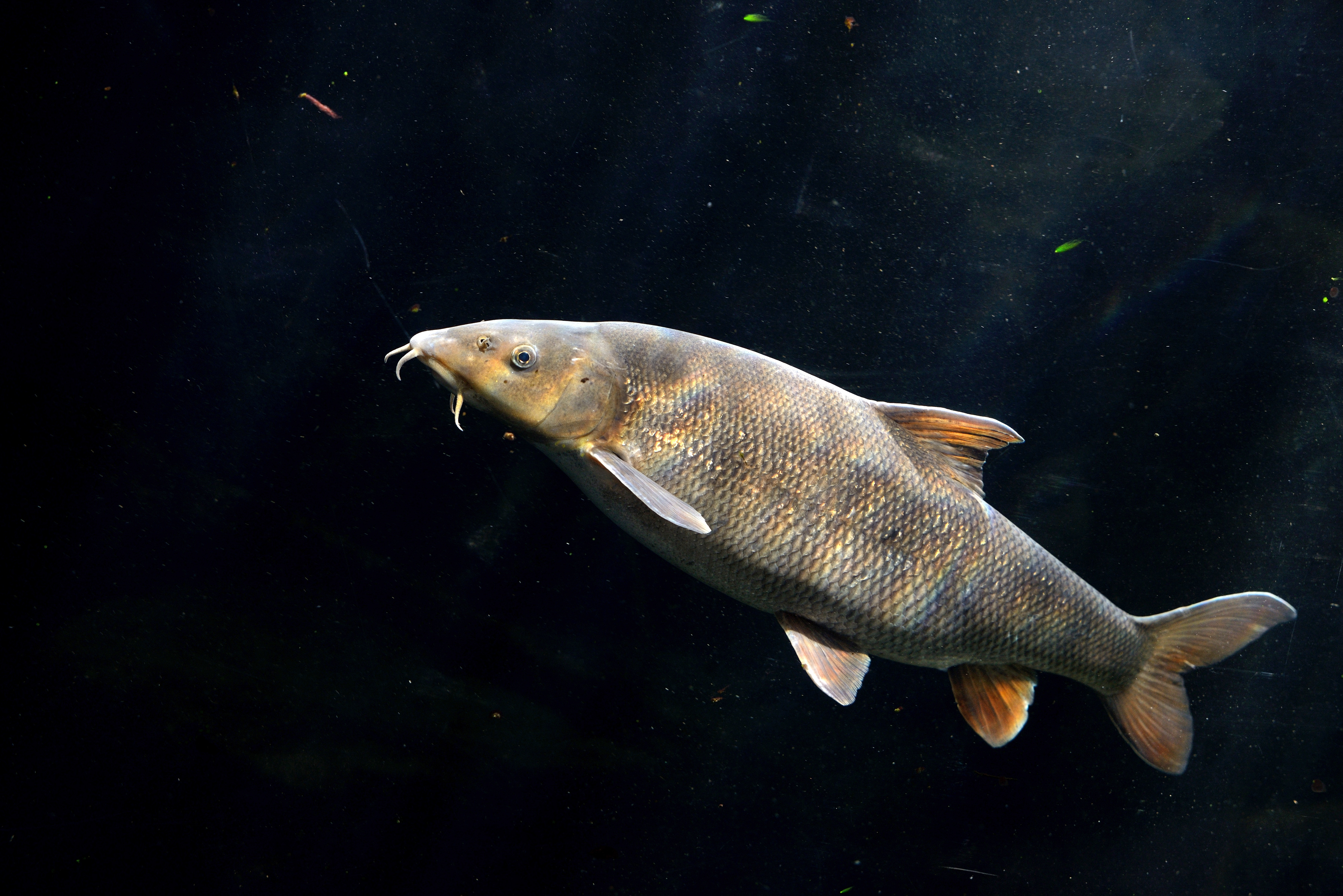
Barbus barbus

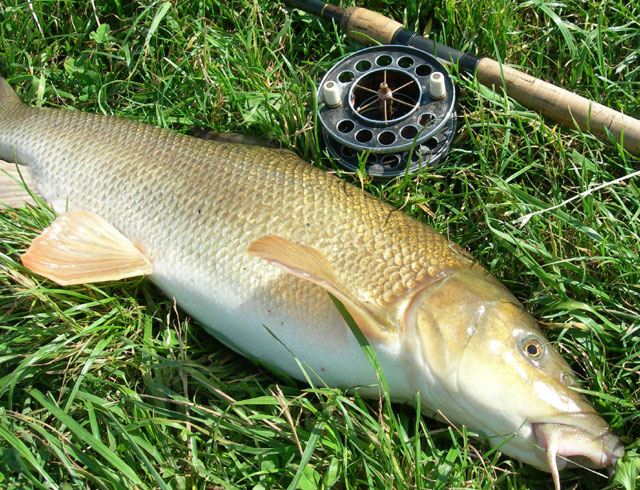
Barbus borysthenicus

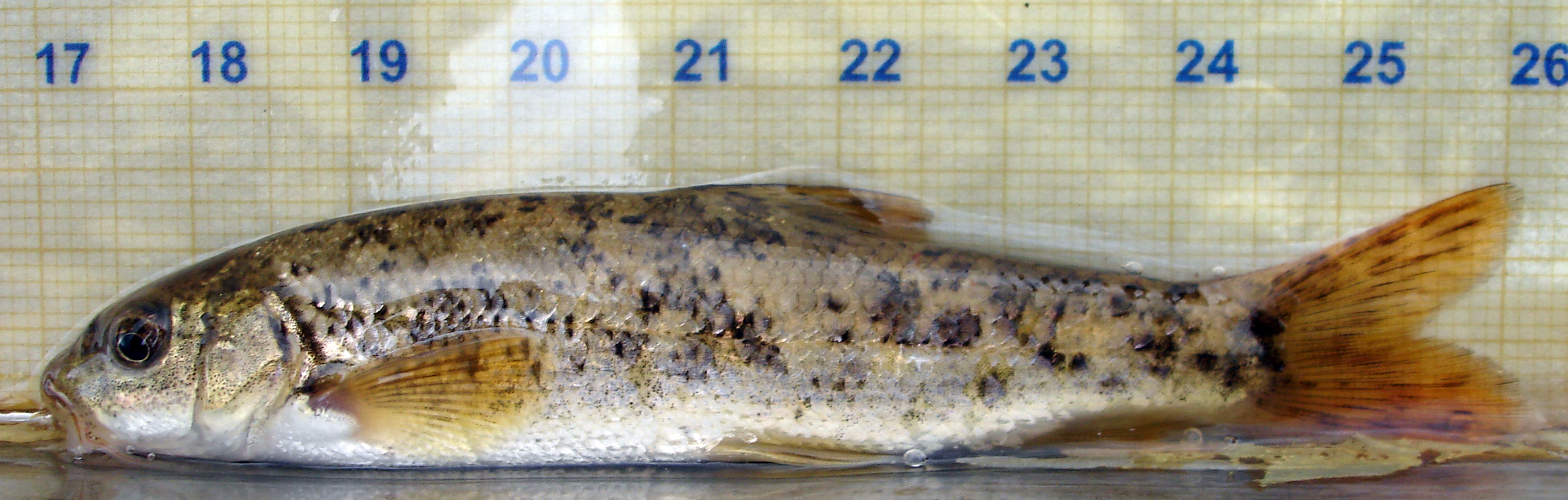
Barbus haasi

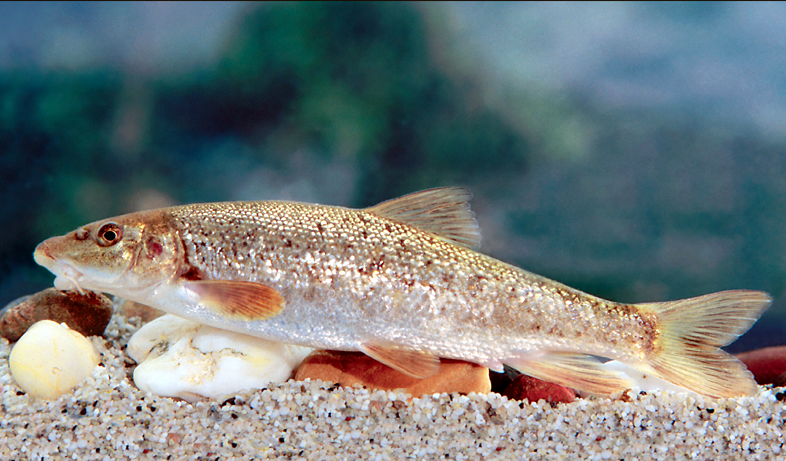
Barbus petenyi

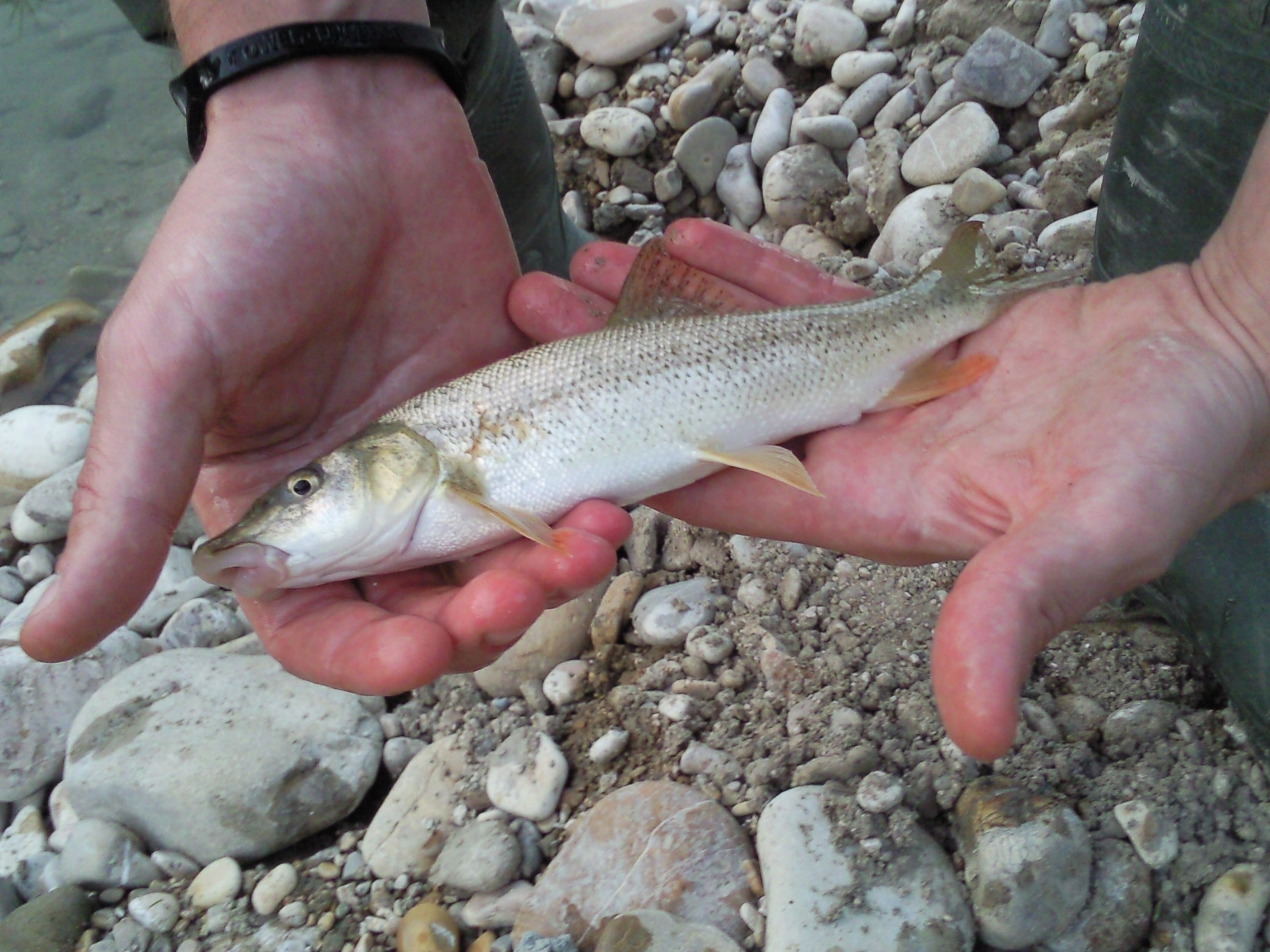
Barbus plebejus

- Barbus balcanicus Kotlík, Tsigenopoulos, Ráb & Berrebi, 2002
- Barbus barbus (Linnaeus, 1758)
- Barbus bergi Chichkoff, 1935
- Barbus biharicus Antal, László & Kotlík, 2016
- Barbus borysthenicus Dybowski, 1862
- Barbus caninus Bonaparte, 1839
- Barbus carottae (Bianco, 1998)
- Barbus carpathicus Kotlík, Tsigenopoulos, Ráb & Berrebi, 2002
- Barbus ciscaucasicus Kessler, 1877
- Barbus cyclolepis Heckel, 1837
- Barbus cyri De Filippi, 1865
- Barbus euboicus Stephanidis, 1950
- Barbus haasi Mertens, 1925
- Barbus karunensis Khaefi, Esmaeili, Geiger & Eagderi, 2017
- Barbus kubanicus Berg, 1912
- Barbus lacerta Heckel, 1843
- Barbus lorteti Sauvage, 1882
- Barbus macedonicus Karaman, 1928
- Barbus meridionalis Risso, 1827
- Barbus miliaris De Filippi, 1863
- Barbus niluferensis Turan, Kottelat & Ekmekçi, 2009
- Barbus oligolepis Battalgil, 1941
- Barbus peloponnesius Valenciennes, 1842
- Barbus pergamonensis Karaman, 1971
- Barbus petenyi Heckel, 1852
- Barbus plebejus Bonaparte, 1839
- Barbus prespensis Karaman, 1924
- Barbus rebeli Koller, 1926
- Barbus sperchiensis Stephanidis, 1950
- Barbus strumicae Karaman, 1955
- Barbus tauricus Kessler, 1877
- Barbus thessalus Stephanidis, 1971
- Barbus tyberinus Bonaparte, 1839
- Barbus waleckii Rolik, 1970

Beaucoup d'espèces anciennement dans le genre Barbus ont été dispersées dans d'autres genres :
Genre Enteromius :
- Barbus ablabes (Bleeker, 1863)
- Barbus aboinensis Boulenger, 1911
- Barbus afrohamiltoni Crass, 1960
- Barbus afrovernayi Nichols & Boulton, 1927
- Barbus aliciae Bigorne & Lévêque, 1993
- Barbus aloyi Roman, 1971
- Barbus amanpoae Lambert, 1961
- Barbus amatolicus Skelton, 1990
- Barbus anema Boulenger, 1903
- Barbus annectens Gilchrist & W. W. Thompson, 1917
- Barbus anniae Lévêque, 1983
- Barbus anoplus Weber, 1897
- Barbus ansorgii Boulenger, 1904
- Barbus apleurogramma Boulenger, 1911
- Barbus arambourgi Pellegrin, 1935
- Barbus arcislongae Keilhack, 1908
- Barbus argenteus Günther, 1868
- Barbus aspilus Boulenger, 1907
- Barbus atakorensis Daget, 1957
- Barbus atkinsoni Bailey, 1969
- Barbus atromaculatus Nichols & Griscom, 1917
- Barbus bagbwensis Norman, 1932
- Barbus barnardi Jubb, 1965
- Barbus barotseensis Pellegrin, 1920
- Barbus baudoni Boulenger, 1918
- Barbus bawkuensis A. J. Hopson, 1965
- Barbus bifrenatus Fowler, 1935
- Barbus bigornei Lévêque, Teugels & Thys van den Audenaerde, 1988
- Barbus boboi Schultz, 1942
- Barbus bourdariei Pellegrin, 1928
- Barbus brachygramma Boulenger, 1915
- Barbus brazzai Pellegrin, 1901
- Barbus breviceps Trewavas, 1936
- Barbus brevidorsalis Boulenger, 1915
- Barbus brevilateralis Poll, 1967
- Barbus brevipinnis Jubb, 1966
- Barbus brichardi Poll & Lambert, 1959
- Barbus cadenati Daget, 1962
- Barbus callipterus Boulenger, 1907
- Barbus camptacanthus (Bleeker, 1863)
- Barbus candens Nichols & Griscom, 1917
- Barbus carcharhinoides Stiassny, 1991
- Barbus carens Boulenger, 1912
- Barbus castrasibutum Fowler, 1936
- Barbus catenarius Poll & Lambert, 1959
- Barbus caudosignatus Poll, 1967
- Barbus cercops Whitehead, 1960
- Barbus chicapaensis Poll, 1967
- Barbus chiumbeensis Pellegrin, 1936
- Barbus chlorotaenia Boulenger, 1911
- Barbus choloensis Norman, 1925
- Barbus citrinus Boulenger, 1920
- Barbus clauseni Thys van den Audenaerde, 1976
- Barbus collarti Poll, 1945
- Barbus condei Mahnert & Géry, 1982
- Barbus deguidei Matthes, 1964
- Barbus deserti Pellegrin, 1909
- Barbus dialonensis Daget, 1962
- Barbus diamouanganai Teugels & Mamonekene, 1992
- Barbus ditinensis Daget, 1962
- Barbus dorsolineatus Trewavas, 1936
- Barbus eburneensis Poll, 1941
- Barbus erythrozonus Poll & Lambert, 1959
- Barbus eutaenia Boulenger, 1904
- Barbus evansi Fowler, 1930
- Barbus fasciolatus Günther, 1868
- Barbus foutensis Lévêque, Teugels & Thys van den Audenaerde, 1988
- Barbus greenwoodi Poll, 1967
- Barbus guildi Loiselle, 1973
- Barbus guineensis Pellegrin, 1913
- Barbus guirali Thominot, 1886
- Barbus gurneyi Günther, 1868
- Barbus haasianus David, 1936
- Barbus holotaenia Boulenger, 1904
- Barbus huguenyi Bigorne & Lévêque, 1993
- Barbus hulstaerti Poll, 1945
- Barbus humeralis Boulenger, 1902
- Barbus humilis Boulenger, 1902
- Barbus inaequalis Lévêque, Teugels & Thys van den Audenaerde, 1988
- Barbus innocens Pfeffer, 1896
- Barbus jacksoni Günther, 1889
- Barbus jae Boulenger, 1903
- Barbus janssensi Poll, 1976
- Barbus kamolondoensis Poll, 1938
- Barbus kerstenii Peters, 1868
- Barbus kessleri (Steindachner, 1866)
- Barbus kissiensis Daget, 1954
- Barbus kuiluensis Pellegrin, 1930
- Barbus lamani Lönnberg & Rendahl, 1920
- Barbus laticeps Pfeffer, 1889
- Barbus lauzannei Lévêque & Paugy, 1982
- Barbus leonensis Boulenger, 1915
- Barbus liberiensis Steindachner, 1894
- Barbus lineomaculatus Boulenger, 1903
- Barbus lornae Ricardo-Bertram, 1943
- Barbus loveridgii Boulenger, 1916
- Barbus lufukiensis Boulenger, 1917
- Barbus luikae Ricardo, 1939
- Barbus lujae Boulenger, 1913
- Barbus lukindae Boulenger, 1915
- Barbus lukusiensis L. R. David & Poll, 1937
- Barbus luluae Fowler, 1930
- Barbus machadoi Poll, 1967
- Barbus macinensis Daget, 1954
- Barbus macroceps Fowler, 1936
- Barbus macrops Boulenger, 1911
- Barbus macrotaenia Worthington, 1933
- Barbus magdalenae Boulenger, 1906
- Barbus manicensis Pellegrin, 1919
- Barbus marmoratus L. R. David & Poll, 1937
- Barbus martorelli Roman, 1971
- Barbus mattozi Guimarães, 1884
- Barbus mediosquamatus Poll, 1967
- Barbus melanotaenia Stiassny, 1991
- Barbus mimus Boulenger, 1912
- Barbus miolepis Boulenger, 1902
- Barbus mocoensis Trewavas, 1936
- Barbus mohasicus Pappenheim, 1914
- Barbus motebensis Steindachner, 1894
- Barbus multilineatus Worthington, 1933
- Barbus musumbi Boulenger, 1910
- Barbus neefi Greenwood, 1962
- Barbus neglectus Boulenger, 1903
- Barbus neumayeri Fischer, 1884
- Barbus nigeriensis Boulenger, 1903
- Barbus nigrifilis Nichols, 1928
- Barbus nigroluteus Pellegrin, 1930
- Barbus niokoloensis Daget, 1959
- Barbus nounensis Van den Bergh & Teugels, 1998
- Barbus nyanzae Whitehead, 1960
- Barbus okae (Fowler, 1949)
- Barbus oligogrammus L. R. David, 1937
- Barbus olivaceus Seegers, 1996
- Barbus owenae Ricardo-Bertram, 1943
- Barbus pallidus A. Smith, 1841
- Barbus paludinosus Peters, 1852
- Barbus papilio Banister & R. G. Bailey, 1979
- Barbus parablabes Daget, 1957
- Barbus parajae Van den Bergh & Teugels, 1998
- Barbus pellegrini Poll, 1939
- Barbus perince Rüppell, 1835
- Barbus petchkovskyi Poll, 1967
- Barbus pleurogramma Boulenger, 1902
- Barbus pobeguini Pellegrin, 1911
- Barbus poechii Steindachner, 1911
- Barbus prionacanthus Mahnert & Géry, 1982
- Barbus profundus Greenwood, 1970
- Barbus pseudotoppini Seegers, 1996
- Barbus pumilus Boulenger, 1901
- Barbus punctitaeniatus Daget, 1954
- Barbus pygmaeus Poll & J. P. Gosse, 1963
- Barbus quadrilineatus L. R. David, 1937
- Barbus quadripunctatus Pfeffer, 1896
- Barbus radiatus Peters, 1853
- Barbus raimbaulti Daget, 1962
- Barbus rohani Pellegrin, 1921
- Barbus roussellei Ladiges & Voelker, 1961
- Barbus rouxi Daget, 1961
- Barbus rubrostigma Poll & Lambert, 1964
- Barbus salessei Pellegrin, 1908
- Barbus sensitivus T. R. Roberts, 2010
- Barbus serengetiensis Farm, 2000
- Barbus sexradiatus Boulenger, 1911
- Barbus seymouri Tweddle & Skelton, 2008
- Barbus stanleyi Poll & J. P. Gosse, 1974
- Barbus stauchi Daget, 1967
- Barbus stigmasemion Fowler, 1936
- Barbus stigmatopygus Boulenger, 1903
- Barbus subinensis A. J. Hopson, 1965
- Barbus sublineatus Daget, 1954
- Barbus sylvaticus Loiselle & Welcomme, 1971
- Barbus syntrechalepis (Fowler, 1949)
- Barbus taeniopleura Boulenger, 1917
- Barbus taeniurus Boulenger, 1903
- Barbus tanapelagius Graaf, Dejen, Sibbing & Osse, 2000
- Barbus tegulifer Fowler, 1936
- Barbus tetraspilus Pfeffer, 1896
- Barbus tetrastigma Boulenger, 1913
- Barbus teugelsi Bamba, Vreven & Snoeks, 2011
- Barbus thamalakanensis Fowler, 1935
- Barbus thysi Trewavas, 1974
- Barbus tiekoroi Lévêque, Teugels & Thys van den Audenaerde, 1987
- Barbus tomiensis Fowler, 1936
- Barbus tongaensis Rendahl, 1935
- Barbus toppini Boulenger, 1916
- Barbus traorei Lévêque, Teugels & Thys van den Audenaerde, 1987
- Barbus treurensis Groenewald, 1958
- Barbus trimaculatus Peters, 1852
- Barbus trinotatus Fowler, 1936
- Barbus trispiloides Lévêque, Teugels & Thys van den Audenaerde, 1987
- Barbus trispilomimus Boulenger, 1907
- Barbus trispilopleura Boulenger, 1902
- Barbus trispilos (Bleeker, 1863)
- Barbus turkanae A. J. Hopson & J. Hopson, 1982
- Barbus unitaeniatus Günther, 1866
- Barbus urostigma Boulenger, 1917
- Barbus usambarae Lönnberg, 1907
- Barbus vanderysti Poll, 1945
- Barbus venustus R. G. Bailey, 1980
- Barbus viktorianus Lohberger, 1929)
- Enteromius viviparus (M. C. Weber, 1929
- Barbus viviparus M. C. W. Weber, 1897
- Barbus walkeri Boulenger, 1904
- Barbus wellmani Boulenger, 1911
- Barbus yeiensis S. Johnsen, 1926
- Barbus yongei Whitehead, 1960
- Barbus zalbiensis Blache & Miton, 1960
- Barbus zanzibaricus Peters, 1868

Dispersées dans d'autres genres (Arabibarbus, Carasobarbus, Clypeobarbus, Labeobarbus, Luciobarbus, Pseudobarbus) :
- Barbus acuticeps Matthes, 1959
- Barbus albanicus Steindachner, 1870
- Barbus alluaudi Pellegrin, 1909
- Barbus altianalis Boulenger, 1900
- Barbus arabicus Trewavas, 1941
- Barbus barbulus Heckel, 1847
- Barbus bynni (Forsskål, 1775)
- Barbus calidus Barnard, 1938
- Barbus callensis Valenciennes, 1842
- Barbus claudinae De Vos & Thys van den Audenaerde, 1990
- Barbus dartevellei Poll, 1945
- Barbus ensis Boulenger, 1910
- Barbus erubescens Skelton, 1974
- Barbus ethiopicus Zolezzi, 1939
- Barbus fasolt Pappenheim, 1914
- Barbus fritschii Günther, 1874
- Barbus gananensis Vinciguerra, 1895
- Barbus gestetneri Banister & Bailey, 1979
- Barbus girardi Boulenger, 1910
- Barbus gruveli Pellegrin, 1911
- Barbus grypus Heckel, 1843
- Barbus gulielmi Boulenger, 1910
- Barbus harterti Günther, 1901
- Barbus hospes Barnard, 1938
- Barbus huloti Banister, 1976
- Barbus humphri Banister, 1976
- Barbus iturii Holly, 1929
- Barbus jubbi Poll, 1967
- Barbus lagensis (Günther, 1868)
- Barbus leptopogon Schimper, 1834
- Barbus longiceps Valenciennes, 1842
- Barbus longifilis Pellegrin, 1935
- Barbus macrolepis Pfeffer, 1889
- Barbus mariae Holly, 1929
- Barbus matthesi Poll & Gosse, 1963
- Barbus mawambi Pappenheim, 1914
- Barbus mawambiensis Steindachner, 1911
- Barbus microbarbis L. R. David & Poll, 1937
- Barbus microterolepis Boulenger, 1902
- Barbus mirabilis Pappenheim, 1914
- Barbus nanningsi (de Beaufort, 1933)
- Barbus nasus Günther, 1874
- Barbus oxyrhynchus Pfeffer, 1889
- Barbus pagenstecheri J. G. Fischer, 1884
- Barbus parawaldroni Lévêque, Thys van den Audenaerde & Traoré, 1987
- Barbus paucisquamatus Pellegrin, 1935
- Barbus petitjeani Daget, 1962
- Barbus platyrhinus Boulenger, 1900
- Barbus reinii Günther, 1874
- Barbus rhinophorus Boulenger, 1910
- Barbus rosae Boulenger, 1910
- Barbus ruasae Pappenheim, 1914
- Barbus sacratus Daget, 1963
- Barbus serra Peters, 1864
- Barbus somereni Boulenger, 1911
- Barbus stappersii Boulenger, 1915
- Barbus sublimus Coad & Najafpour, 1997
- Barbus subquincunciatus Günther, 1868
- Barbus trachypterus Boulenger, 1915
- Barbus trevelyani Günther, 1877
- Barbus tropidolepis Boulenger, 1900
- Barbus urotaenia Boulenger, 1913
- Barbus wurtzi Pellegrin, 1908